# MOKÉP
A MOKÉP az egykori Mozgókép-forgalmazási Vállalat nevének rövidítése. Mint állami vállalat, 1987-ig Magyarország egyetlen filmforgalmazó vállalata volt.

## Története
Jogelődjét 1948-ban alapították. Többször átszervezésen esett át. 1953-ig még a filmszínházak (mozik) üzemeltetése is a tevékenységi körébe tartozott. Az 1987-es piacnyitástól már nem volt az egyetlen filmközvetítő vállalat, továbbra is a legnagyobb filmállománnyal rendelkezett. Tevékenysége az 1980-as évek végétől videó- és kábeltelevíziós forgalmazással, illetve tévéfilmek forgalmazásával bővült.
A rendszerváltás után Zrt-vé alakult társaságba 2001 évben beolvadt a magyar filmforgalmazás külkereskedelmi tevékenységet végző HUNGAROFILM Kft. 2008. szeptember 3-ával a Mokép Zrt-ből és a Pannónia Kft-ből (Pannónia Filmstúdió animációs film részlege) létrejött a Mokép-Pannónia Kft. - teljes nevén: Mokép-Pannónia Filmgyártó és Forgalmazó Kft.

## Díjai, elismerései
2010-ben MagyarBrands elismerésben részesült a cég.